# Gálvez
Gálvez – gmina w Hiszpanii, w prowincji Toledo, w Kastylii-La Mancha, o powierzchni 55 km². W 2011 roku gmina liczyła 3355 mieszkańców.